# Somisha calochroma
Somisha calochroma är en insektsart som först beskrevs av Walker 1858.  Somisha calochroma ingår i släktet Somisha och familjen Flatidae. Inga underarter finns listade i Catalogue of Life.